# Luzonichthys taeniatus
Luzonichthys taeniatus là một loài cá biển thuộc chi Luzonichthys trong họ Cá mú. Loài này được mô tả lần đầu tiên vào năm 1992.

## Phân bố và môi trường sống
L. taeniatus có phạm vi phân bố giới hạn ở Tây Thái Bình Dương. Loài cá này chỉ được tìm thấy tại biển Banda thuộc Indonesia. L. taeniatus sống xung quanh các rạn san hô và đá ngầm ở độ sâu khoảng từ 20 đến 40 m.

## Từ nguyên
Trong tiếng Hy Lạp, taenia có nghĩa là "dải, băng", ám chỉ các sọc màu cam và vàng ở phía trước thân trên của L. taeniatus.

## Mô tả
L. taeniatus trưởng thành có chiều dài tối đa là khoảng 5,5 cm. Vây đuôi xẻ thùy; thùy đuôi nhọn. Cơ thể thuôn dài, có màu đỏ với các dải màu cam dọc theo lưng. Có hai đốm đen nằm ở rìa trên và dưới của cuống đuôi.
Số gai ở vây lưng: 10; Số tia vây mềm ở vây lưng: 16 - 17; Số gai ở vây hậu môn: 3; Số tia vây mềm ở vây hậu môn: 7; Số gai ở vây bụng: 1; Số tia vây mềm ở vây bụng: 5.
Thức ăn của L. taeniatus chủ yếu là các loài động vật giáp xác và các sinh vật phù du. Chúng thường bơi lẫn vào đàn của Luzonichthys waitei.